# Louis Delétraz
Louis Delétraz (Genève, 22 april 1997) is een Zwitsers autocoureur. Hij is de zoon van voormalig Formule 1- en 24 uur van Le Mans-coureur Jean-Denis Délétraz. In 2016 zat hij in de Renault Sport Academy, het opleidingsprogramma van het Formule 1-team van Renault. Momenteel rijdt hij voor Carlin Motorsport.

## Carrière
Delétraz begon zijn autosportcarrière in het karting in zijn thuisland in 2008 en won de Vega Trofeo Super Mini in 2009. Tevens werd hij derde in de KF3-klasse van de Bridgestone Cup Switzerland en de Vega Trofeo Junior in 2010, voordat hij het laatste kampioenschap won in 2011.
In 2012 stapte Delétraz over naar het formuleracing en maakte zijn debuut in de Grand Final van de Formule BMW Talent Cup op de Motorsport Arena Oschersleben. Hij startte alle drie de races vanaf pole position en won de tweede race van het evenement. In de laatste race van het weekend botste hij met zijn landgenoot Ralph Boschung, waarbij beide coureurs uitvielen. Hij was meteen uitgesloten van verdere deelname in het evenement na een incident in de pitstraat na afloop van de race.
In 2013 maakte Delétraz zijn debuut in de Formule Renault 2.0 NEC voor het team Josef Kaufmann Racing. Met een vijfde plaats op Silverstone als beste resultaat eindigde hij als negentiende in het kampioenschap met 77 punten.
In 2014 bleef Delétraz actief voor JKR in de Formule Renault 2.0 NEC. Hij won de eerste race van het seizoen op het Autodromo Nazionale Monza en eindigde met nog vier podiumplaatsen achter Ben Barnicoat als tweede in het kampioenschap met 242 punten. Dat jaar maakte hij ook zijn debuut in de Eurocup Formule Renault 2.0 voor JKR en AVF tijdens de raceweekenden op Spa-Francorchamps, de Nürburgring en het Circuit Paul Ricard als gastcoureur, met een zevende plaats op de Nürburgring als beste resultaat.
In 2015 bleef Delétraz rijden voor JKR in zowel de Eurocup als de NEC. In de NEC won hij negen races en won met ruime voorsprong het kampioenschap. In de Eurocup won hij drie races en stond het grootste deel van het seizoen bovenaan in het kampioenschap, totdat hij in het laatste raceweekend werd ingehaald door Jack Aitken en hij uiteindelijk als tweede in het kampioenschap eindigde. Dat jaar maakte hij ook zijn debuut in de Formule Renault 3.5 Series in het vijfde raceweekend op de Red Bull Ring voor het terugkerende team Comtec Racing.
In 2016 maakte Delétraz zijn fulltime debuut in de Formule V8 3.5, de voormalige Formule Renault 3.5 Series, voor het team Fortec Motorsports. Hij deed dit als coureur van het nieuwe opleidingsprogramma van het Formule 1-team van Renault. Hij kende een succesvol seizoen waarin hij direct de eerste race op het Motorland Aragón wist te winnen en hier op het Circuit Paul Ricard een tweede zege aan toevoegde. Uiteindelijk werd hij in de laatste race van het seizoen in het kampioenschap ingehaald door Tom Dillmann en eindigde zodoende als tweede in de stand met 230 punten, zeven minder dan Dillmann. Aan het eind van het jaar maakt hij zijn debuut in de GP2 Series tijdens het laatste raceweekend op het Yas Marina Circuit bij het team Carlin als vervanger van Marvin Kirchhöfer.
In 2017 maakte Delétraz zijn fulltime debuut in de GP2, dat de naam heeft veranderd naar Formule 2. Hij komt hier uit voor het team Racing Engineering. Op de Hungaroring scoorde hij zijn eerste punt in dit kampioenschap. Voorafgaand aan het daaropvolgende raceweekend op Spa-Francorchamps verving hij Nyck de Vries bij het team Rapax, terwijl De Vries de omgekeerde weg bewandelde. Hij beëindigde het seizoen uiteindelijk met zestien punten, met een vierde plaats op Monza als beste resultaat, op de zeventiende plaats in het klassement.
In 2018 stapte Delétraz over naar het nieuwe team Charouz Racing System. Hij behaalde twee podiumplaatsen op het Circuit de Monaco en het Circuit Paul Ricard en werd met 74 punten tiende in de eindstand.
In 2019 maakte Delétraz binnen de Formule 2 de overstap naar Carlin, waar hij terugkeerde nadat hij in het laatste raceweekend van 2016 ook al voor dit team reed. Hij behaalde drie podiumplaatsen op het Circuit de Monaco, Silverstone en het Sochi Autodrom. Met 92 punten eindigde hij als achtste in het kampioenschap.
In 2020 keerde Delétraz binnen de Formule 2 terug bij Charouz. Hij behaalde vijf podiumplaatsen op de Red Bull Ring, Silverstone, het Circuit Mugello (tweemaal) en het Bahrain International Circuit. Hij werd opnieuw achtste in de eindstand, maar ditmaal met 134 punten.
In 2021 reed Delétraz zijn eerste FIA World Endurance Championship race voor het team Inter Europol Competition. In 2022 rijdt hij in de WEC  voor het Prema Orlen Team. In 2022 komt hij ook uit voor Tower Motorsport in de International Motor Sports Association (IMSA).